# Léon Bergsma
Léon Bergsma (Amsterdam, 25 januari 1997) is een Nederlands voetballer die doorgaans als verdediger speelt. Hij is de zoon van oud-voetballer Hans Bergsma. Bergsma speelt bij AC Oulu .

## Clubcarrière

### Jong Ajax
Bergsma kwam in 2005 in de jeugdopleiding van Ajax terecht. Op 8 mei 2015 maakte hij zijn debuut in het betaald voetbal voor Jong Ajax in de wedstrijd tegen FC Oss. Bergsma kwam na 88 minuten binnen de lijnen als vervanger van Leeroy Owusu. In april 2016 tekende Bergsma zijn eerste contract bij Ajax dat hem tot en met 30 juni 2018 aan de club verbond. Na de zomerstop van 2016 schoof Bergsma door vanuit de A1 naar de selectie van Jong Ajax. Met Bergsma als aanvoerder, werd Jong Ajax in het seizoen 2017/2018 kampioen van de Jupiler League.

### AZ
Op 21 juni 2018 werd bekend dat Bergsma zijn carrière vervolgt bij AZ, dat hem transfervrij overnam van Ajax. Op 12 augustus maakte Bergsma zijn debuut voor AZ in de 5-0 overwinning op NAC Breda. Toch zou hij slechts drie wedstrijden voor AZ. Hij speelde voornamelijk voor Jong AZ, waar hij 33 keer voor uitkwam.

### FC Den Bosch
In de winterstop werd Bergsma voor een halfjaar verhuurd aan FC Den Bosch. Hij speelde daar slechts vier wedstrijden, omdat de KNVB besloot de Nederlandse competities stop te zetten door de coronapandemie.

### FC Aarau
Na een verhuur aan FC Den Bosch begin 2020, ging hij in september van dat jaar naar het Zwitserse FC Aarau. Daar was hij twee seizoenen basisspeler en kwam hij tot 78 wedstrijden, waarin hij zes keer scoorde.

### SC Cambuur
In de zomer van 2022 keerde hij terug in Nederland en tekende hij een contract voor drie seizoenen bij SC Cambuur. Hij debuteerde op 6 augustus tegen Excelsior. In de achtste speelronde tegen PSV (3-0 overwinning) mocht Bergsma voor het eerst de aanvoerdersband van Cambuur dragen.

### AC Oulu
Op 27 augustus 2024 werd bekendgemaakt dat hij per direct naar het Finse AC Oulu vertrekt.

## Clubstatistieken
Beloften
| Seizoen | Club      | Competitie     | Competitie | Competitie |
| Seizoen | Club      | Competitie     | Wed.       | Dlp.       |
| ------- | --------- | -------------- | ---------- | ---------- |
| 2014/15 | Jong Ajax | Eerste divisie | 1          | 0          |
| 2016/17 | Jong Ajax | Eerste divisie | 27         | 1          |
| 2017/18 | Jong Ajax | Eerste divisie | 33         | 0          |
| 2018/19 | Jong AZ   | Eerste divisie | 24         | 1          |
| 2019/20 | Jong AZ   | Eerste divisie | 10         | 0          |
| Totaal  | Totaal    | Totaal         | 95         | 2          |

Bijgewerkt tot en met 11 juli 2021.
Senioren
| Seizoen                        | Club            | Competitie       | Competitie | Competitie | Beker | Beker | Internationaal | Internationaal | Overig | Overig | Totaal | Totaal |
| Seizoen                        | Club            | Competitie       | Wed.       | Dlp.       | Wed.  | Dlp.  | Wed.           | Dlp.           | Wed.   | Dlp.   | Wed.   | Dlp.   |
| ------------------------------ | --------------- | ---------------- | ---------- | ---------- | ----- | ----- | -------------- | -------------- | ------ | ------ | ------ | ------ |
| 2018/19                        | AZ              | Eredivisie       | 2          | 0          | 1     | 0     | —              | —              | 0      | 0      | 3      | 0      |
| 2019/20                        | AZ              | Eredivisie       | 0          | 0          | 0     | 0     | —              | —              | 0      | 0      | 0      | 0      |
| 2019/20                        | → FC Den Bosch  | Eerste divisie   | 4          | 0          | 0     | 0     | —              | —              | 0      | 0      | 4      | 0      |
| 2020/21                        | FC Aarau        | Challenge League | 35         | 3          | 4     | 1     | —              | —              | —      | —      | 39     | 4      |
| 2021/22                        | FC Aarau        | Challenge League | 35         | 2          | 2     | 0     | 0              | 0              | 0      | 0      | 37     | 2      |
| 2022/23                        | FC Aarau        | Challenge League | 2          | 0          | 0     | 0     | —              | —              | 0      | 0      | 2      | 0      |
| 2022/23                        | SC Cambuur      | Eredivisie       | 24         | 0          | 0     | 0     | —              | —              | 0      | 0      | 24     | 0      |
| Carrière totaal                | Carrière totaal | Carrière totaal  | 102        | 5          | 7     | 1     | 0              | 0              | 0      | 0      | 109    | 6      |
| Bijgewerkt op 21 december 2022 |                 |                  |            |            |       |       |                |                |        |        |        |        |

## Interlandcarrière

### Jeugdelftallen
Bergsma speelde in 2012 drie wedstrijden voor het Nederlands voetbalelftal onder 15, waarin hij 1 keer het net wist te vinden. Op 15 november 2014 maakte Bergsma zijn debuut voor Nederland onder 18. In de oefeninterland tegen de leeftijdsgenoten van Turkije speelde hij de hele wedstrijd. Hij kwam zesmaal uit voor Nederland onder 20.
| Jeugdinterlands van Léon Bergsma | Jeugdinterlands van Léon Bergsma | Jeugdinterlands van Léon Bergsma | Jeugdinterlands van Léon Bergsma | Jeugdinterlands van Léon Bergsma | Jeugdinterlands van Léon Bergsma |
| Team (№ interlands)              | Datum                            | Wedstrijd                        | Uitslag                          | Soort Wedstrijd                  | Doelpunten                       |
| Als speler bij Ajax              | Als speler bij Ajax              | Als speler bij Ajax              | Als speler bij Ajax              | Als speler bij Ajax              | Als speler bij Ajax              |
| -------------------------------- | -------------------------------- | -------------------------------- | -------------------------------- | -------------------------------- | -------------------------------- |
| Onder 15 (1.)                    | 17 april 2012                    | Luxemburg – Nederland            | 0 – 3                            | Vriendschappelijk                |                                  |
| Onder 15 (2.)                    | 19 april 2012                    | Luxemburg – Nederland            | 0 - 4                            | Vriendschappelijk                |                                  |
| Onder 15 (3.)                    | 24 mei 2012                      | Duitsland – Nederland            | 3 – 2                            | Vriendschappelijk                | 74'                              |
| Onder 18 (1.)                    | 15 november 2014                 | Nederland – Turkije              | 1 – 1                            | Vriendschappelijk                |                                  |
| Onder 20 (1.)                    | 11 november 2016                 | Frankrijk − Nederland            | 0 − 0                            | Vriendschappelijk                |                                  |
| Onder 20 (2.)                    | 14 november 2016                 | Frankrijk − Nederland            | 1 − 1                            | Vriendschappelijk                |                                  |
| Onder 20 (3.)                    | 31 augustus 2017                 | Engeland − Nederland             | 3 − 0                            | Elite League                     |                                  |